# Phyllosticta arbuti
Phyllosticta arbuti är en svampart som först beskrevs av Jean Baptiste Desmazières, och fick sitt nu gällande namn av Pier Andrea Saccardo 1880. Phyllosticta arbuti ingår i släktet Phyllosticta och familjen Botryosphaeriaceae.   Inga underarter finns listade i Catalogue of Life.